# Universitatea din Freiburg
Universitatea din Freiburg (colocvial în germană Uni Freiburg), oficial Universitatea Albert Ludwig din Freiburg (în germană Albert-Ludwigs-Universität Freiburg), este o universitate publică de cercetare situată în Freiburg im Breisgau, Baden-Württemberg, Germania. Universitatea a fost fondată în 1457 de dinastia de Habsburg ca cea de-a doua universitate de pe teritoriul Austriei Habsburgice după Universitatea din Viena. Astăzi, Freiburg este a cincea cea mai veche universitate din Germania, cu o lungă tradiție de predare a științelor umaniste, științelor sociale și științelor naturale. Universitatea este alcătuită din 11 facultăți și atrage studenți din întreaga Germania, precum și din peste 120 de alte țări. Studenții străini constituie aproximativ 16% din numărul total de studenți.
Considerată ca fiind una dintre universitățile de elită din Germania de oamenii de știință, oamenii politici și jurnaliști, Universitatea din Freiburg se află printre instituțiile de învățământ și de cercetare de top ale Europei.
Universitatea din Freiburg a fost asociată cu personalități precum Martin Heidegger, Hannah Arendt, Rudolf Carnap, David Daube, Johann Eck, Hans-Georg Gadamer, Friedrich Hayek, Edmund Husserl, Friedrich Meinecke, Max Weber, Paul Uhlenhuth și Ernst Zermelo. În plus, 19 laureați ai premiului Nobel au avut legături cu Universitatea din Freiburg și 15 profesori au fost onorați cu cel mai înalt premiu pentru cercetare din Germania, premiul Gottfried Wilhelm Leibniz, în timp ce lucrau la universitate.

## Istoric

### Fondare

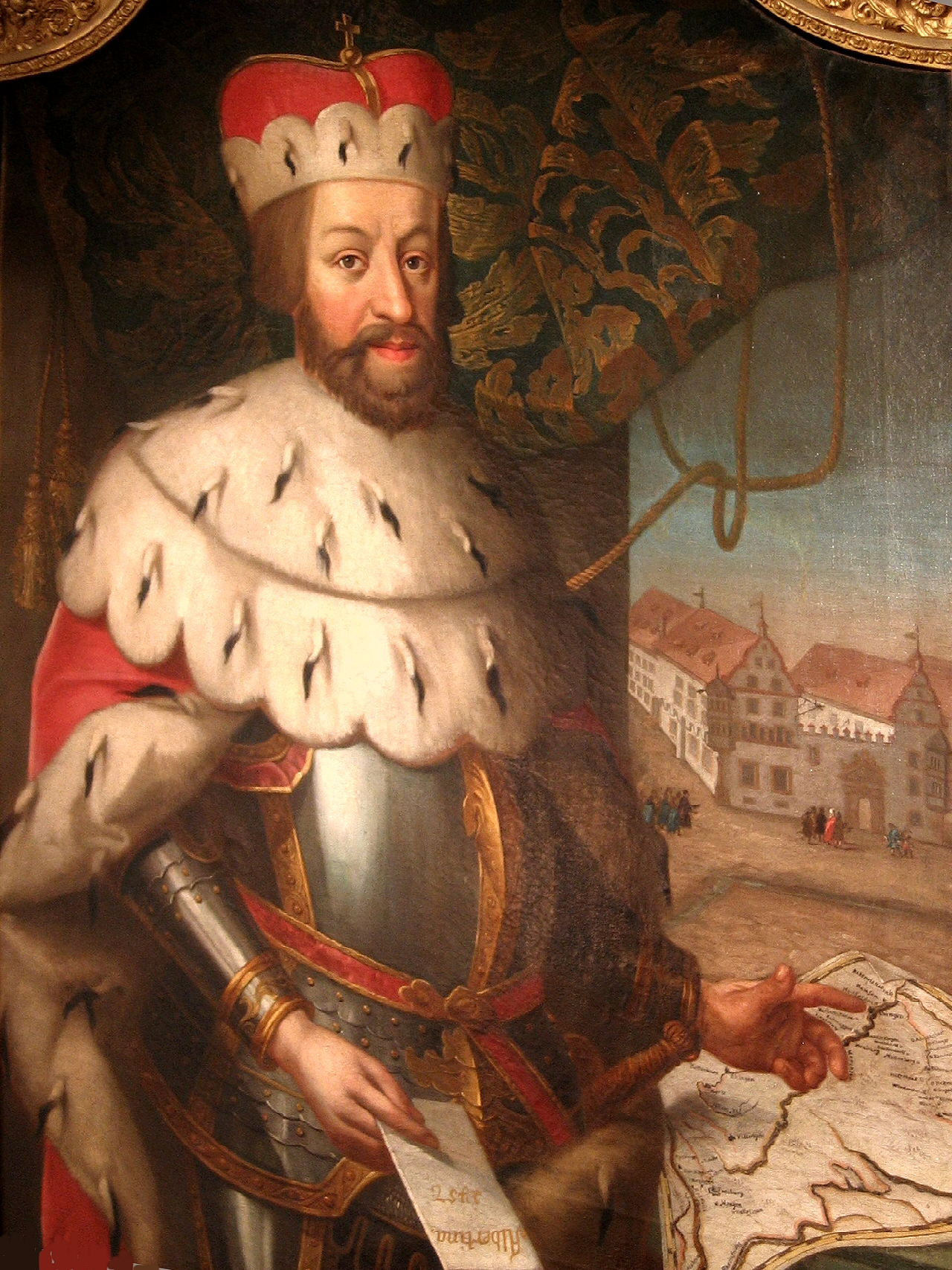
Portret al arhiducelui Albert al VI-lea al Austriei, fondatorul Universității

Universitatea din Freiburg, denumită inițial Universitatea Albrecht, a avut la început patru facultăți (teologie, filosofie, medicină și drept). Înființarea sa face parte din cel de-al doilea val de fondări de universități germane din Evul Mediu târziu, la fel ca Universitatea Eberhard Karls din Tübingen și Universitatea din Basel. Înființată printr-un privilegiu papal (bulă papală), Universitatea din Freiburg a fost, de fapt, – la fel ca toate sau cele mai multe universități din Evul Mediu – o instituție ce aparținea Bisericii Romano-Catolice și era administrată de conducătorii ierarhici ai acesteia. Episcopul de Basel, în consecință, a fost rector sau cancelar (Zvorsky), episcopul de Konstanz i-a fost patron, iar adevăratul fondator al universității a fost suveranul, arhiducele Albert al VI-lea al Austriei, fratele lui Frederic al III-lea, împărat al Sfântului Imperiu Roman de Națiune Germană. De la înființarea sa, universitatea a fost numită după Albert al VI-lea al Austriei. El a oferit universității terenuri și dotări, precum și propria jurisdicție. De asemenea, el a declarat Universitatea Albrecht „universitate de stat” (în germană Landesuniversität) pentru teritoriul său până când acesta a fost predat Casei de Habsburg în 1490.

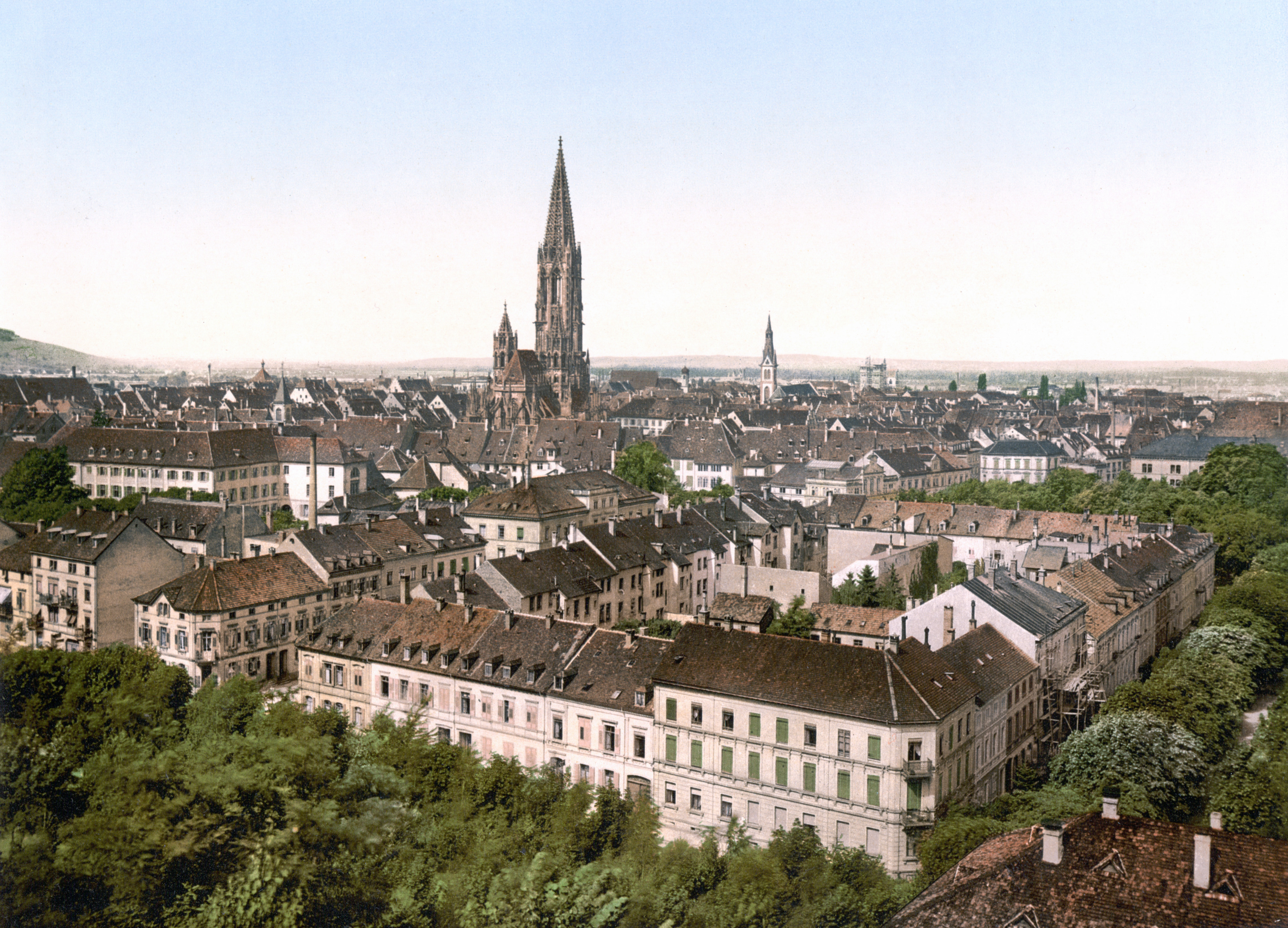
Freiburg în jurul anului 1900

Universitatea a atras curând mulți studenți, cum ar fi umaniștii Geiler von Kaysersberg Johann Reuchlin și Jakob Wimpfeling. Când Ulrich Zasius preda dreptul (până în 1536), Freiburg a devenit un centru al jurisprudenței umaniste. Din 1529 până în 1535, Erasmus din Rotterdam a trăit și a predat la Freiburg. Începând din jurul anului 1559, universitatea a fost găzduită în Altes Collegium („Colegiul Vechi”), astăzi numit „Primăria Nouă”. Importanța universității a scăzut în timpul Contrareformei. Pentru a contracara tendințele reformatoare, administrarea celor două facultăți a fost încredințată ordinul iezuiților în 1620. Din 1682, iezuiții și-au construit propriul colegiu, precum și biserica iezuită (în prezent Biserica Universității sau Universitätskirche).

### Studium Gallicum
În 1679, Freiburg a devenit temporar teritoriu francez, împreună cu părțile de sud ale cursului superior ale Rinului. Regelui francez Ludovic al XIV-lea nu i-a plăcut sistemul austriac și le-a dat iezuiților mână liberă să conducă universitatea. Pe 6 noiembrie 1684 a fost inițiat un program educațional bilingv. Din 1686 până în 1698, facultatea s-a transferat la Konstanz.

### Reforme austriece
După ce Freiburg a fost recucerit de Sfântul Imperiu Roman și a devenit capitală a Vorderösterreich, a început o perioadă înfloritoare pentru universitate ca urmare a reformelor realizate de împărăteasa Maria Terezia a Austriei. Cerințele de admitere au fost schimbate pentru toate facultățile în 1767 (înainte de această dată numai romano-catolicilor li se permitea să studieze) și au fost adăugate facultățile de științe naturale și de administrație publică. De asemenea, în 1767, universitatea a devenit o instituție guvernamentală, în ciuda protestelor Bisericii. Biserica și-a pierdut în cele din urmă influența predominantă asupra universității atunci când ordinul iezuit a fost desființat în urma unui decret semnat de Papa Clement al XIV-lea în 1773. În consecință, Johann Georg Jacobi (fratele mai celebrului filosof Friedrich Heinrich Jacobi) a devenit în 1784 primul profesor protestant la universitatea din Freiburg.
Când Freiburg a devenit parte a nou-înființatului Mare Ducat de Baden (în germană „Großherzogtum Baden”) în 1805 (după ce Napoleon a ocupat zona cunoscută anterior ca Vorderösterreich), a izbucnit o criză pentru universitatea din Freiburg. Într-adevăr, Karl Friedrich, mare duce de Baden și Karl, mare duce de Baden s-au gândit să închidă universitatea din Freiburg, deoarece au crezut amândoi că Marele Ducat nu-și putea permite să întrețină două universități în același timp (Universitatea Karl Ruprecht din Heidelberg exista încă din 1386).

### Universitatea din Freiburg
Universitatea a avut suficiente dotări și venituri pentru a supraviețui până la începutul domniei lui Ludovic I, mare duce de Baden în 1818. În cele din urmă în 1820, el a salvat universitate prin alocarea unei contribuții anuale. Începând de atunci, universitatea a fost numită Universitatea Albert Ludwig din Freiburg (Albert-Ludwigs-Universität Freiburg), ca o confirmare a recunoștinței din partea universității și cetățenilor din Freiburg.
În 1880, numărul studenților și profesorilor a început să crească rapid. Reputația științifică a Universității Albert Ludwig a atras mai mulți cercetători, cum ar fi economistul Adolph Wagner, istoricii Georg von Below și Friedrich Meinecke și juriștii Karl von Amira și Paul Lenel.

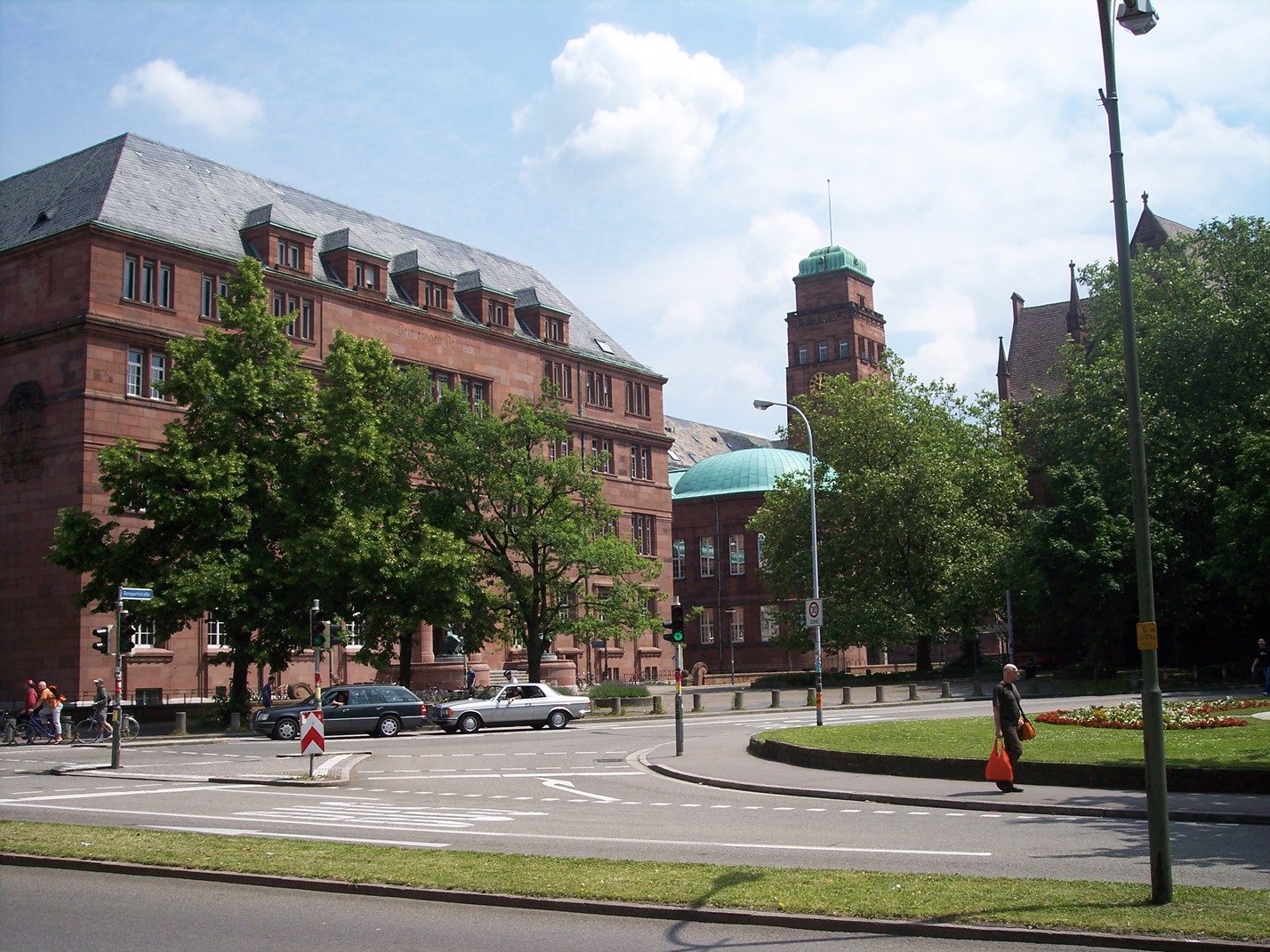
Kollegiengebäude I, construită în 1913 ca principala clădire a universității.

În 1900, Freiburg a devenit prima universitate germană care a acceptat studenți de sex feminin. La începutul secolului al XX-lea, au fost construite câteva clădiri noi ale universității în centrul orașului Freiburg, printre care și noua clădire principală, în 1911. Universitatea număra 3.000 de studenți înainte de Primul Război Mondial. După Primul Război Mondial, filosofii Edmund Husserl și Martin Heidegger (din 1928) au predat la Universitatea Albert Ludwig, ca și Edith Stein. În domeniul științelor sociale, Walter Eucken a dezvoltat ideea de ordoliberalism, care, ulterior, a devenit cunoscut sub numele de „Școala de la Freiburg”.

### Al Treilea Reich
În timpul celui de-al Treilea Reich, universitatea a trecut prin procesul de „aliniere politică” (Gleichschaltung) ca și restul universităților germane. Sub rectorul Martin Heidegger, toți profesorii evrei au fost forțați să părăsească universitatea, în conformitate cu „Legea pentru reintroducerea serviciului civil profesionist”.

## Absolvenți și profesori notabili
Probabil cel mai bine cunoscuți absolvenți ai universității sunt Joseph Goebbels, Martin Heidegger, Edmund Husserl, Hannah Arendt, Paul Ehrlich, Hans Adolf Krebs, Hans Spemann, Ethel Dench Puffer Howes și Friedrich August von Hayek.

Printre profesori s-au aflat numeroși laureați ai premiului Nobel și câștigători ai premiului Leibniz.

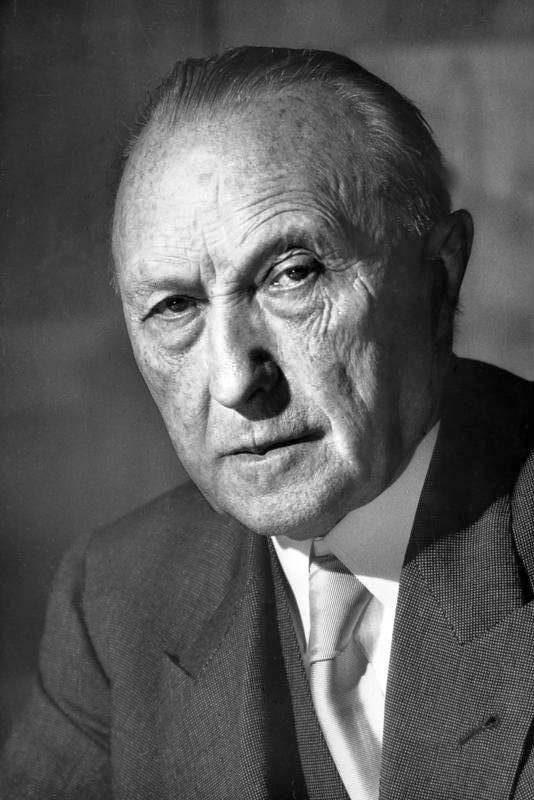
Konrad Adenauer
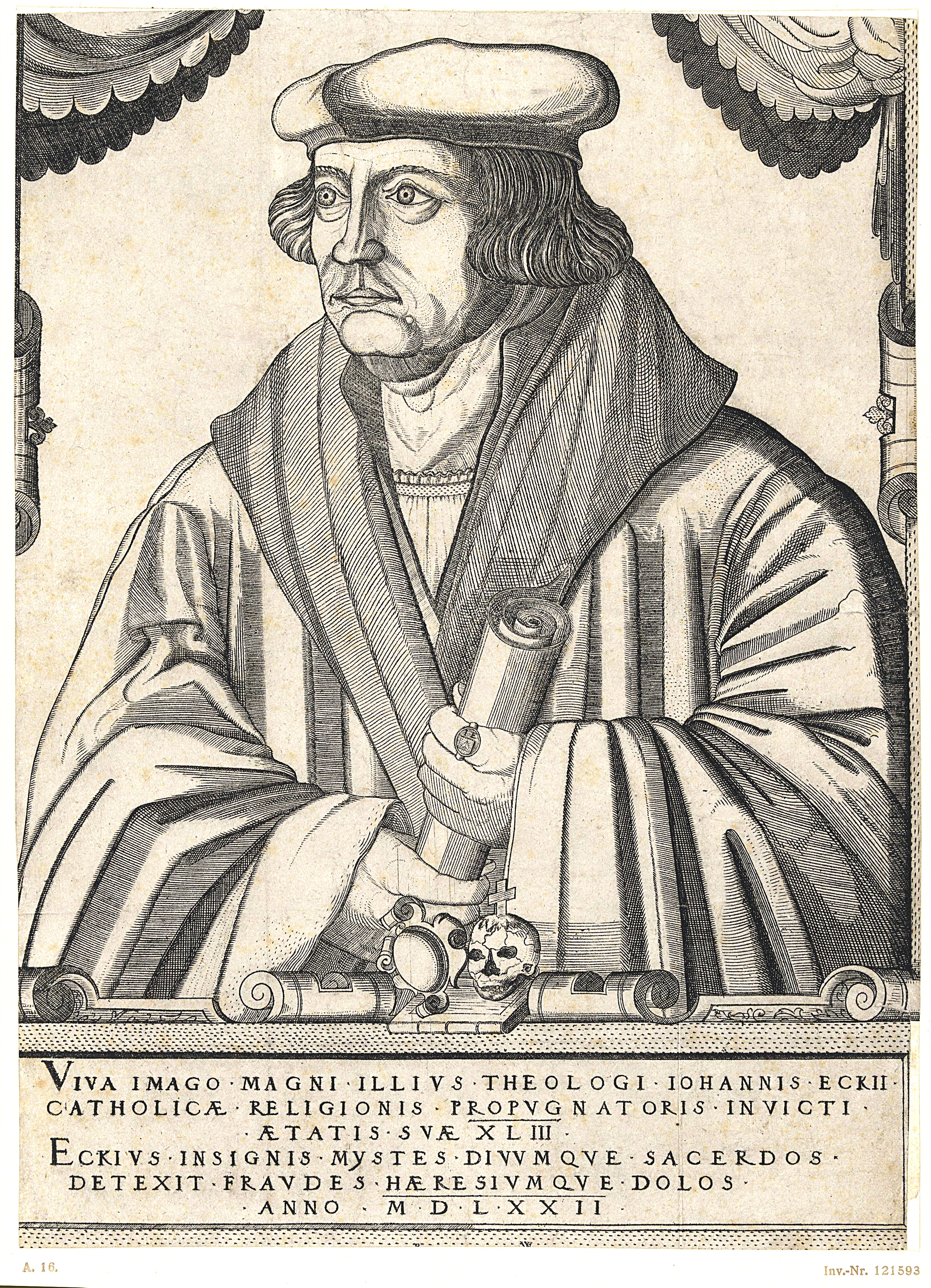
Johann Eck
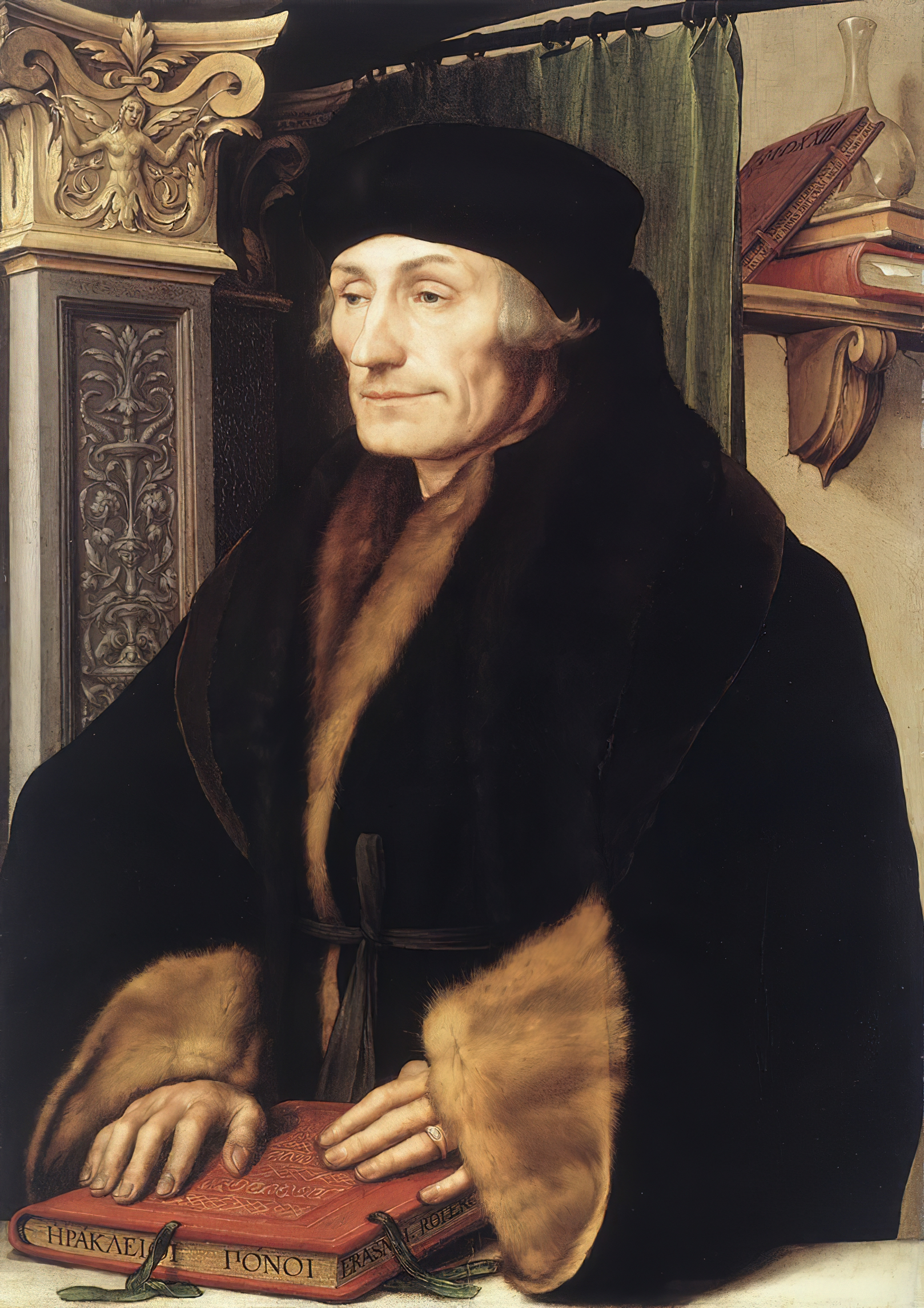
Desiderius Erasmus
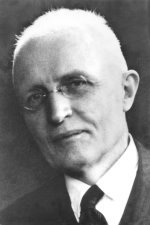
Walter Eucken
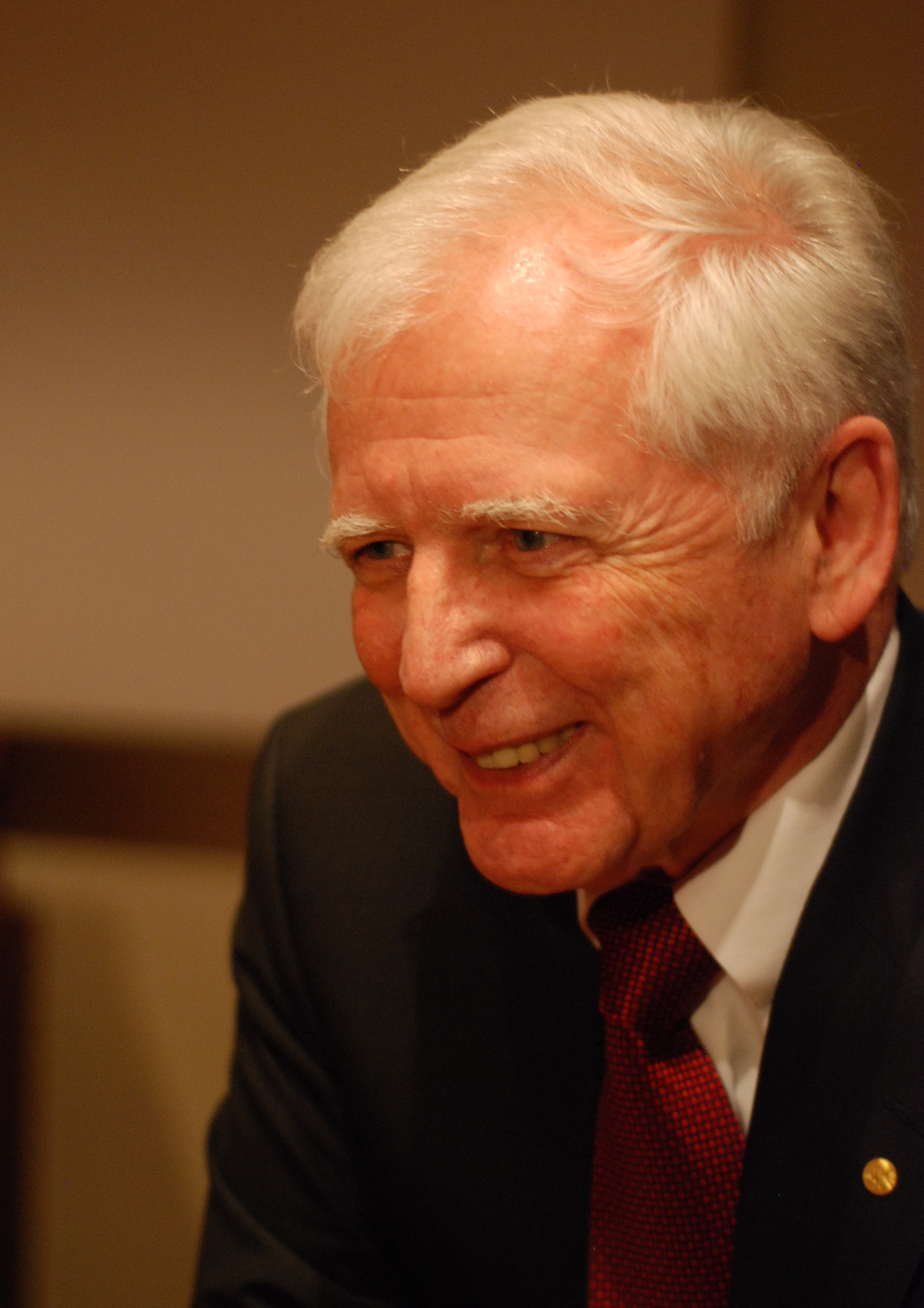
Harald zur Hausen
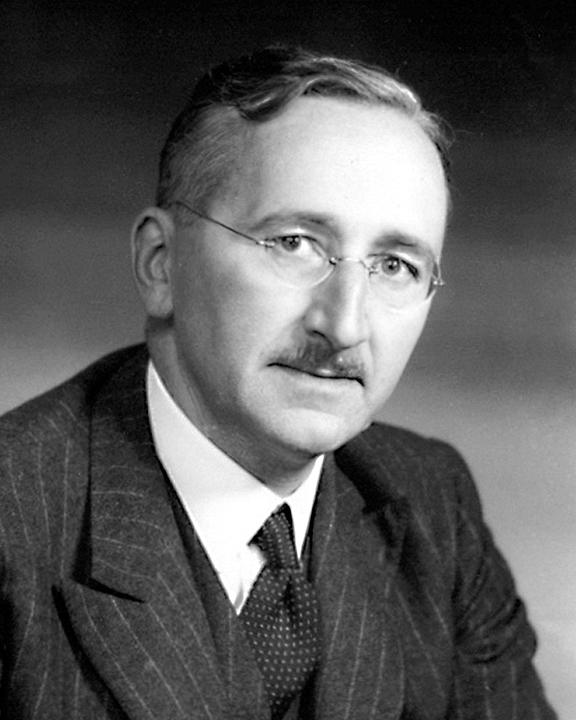
Friedrich Hayek
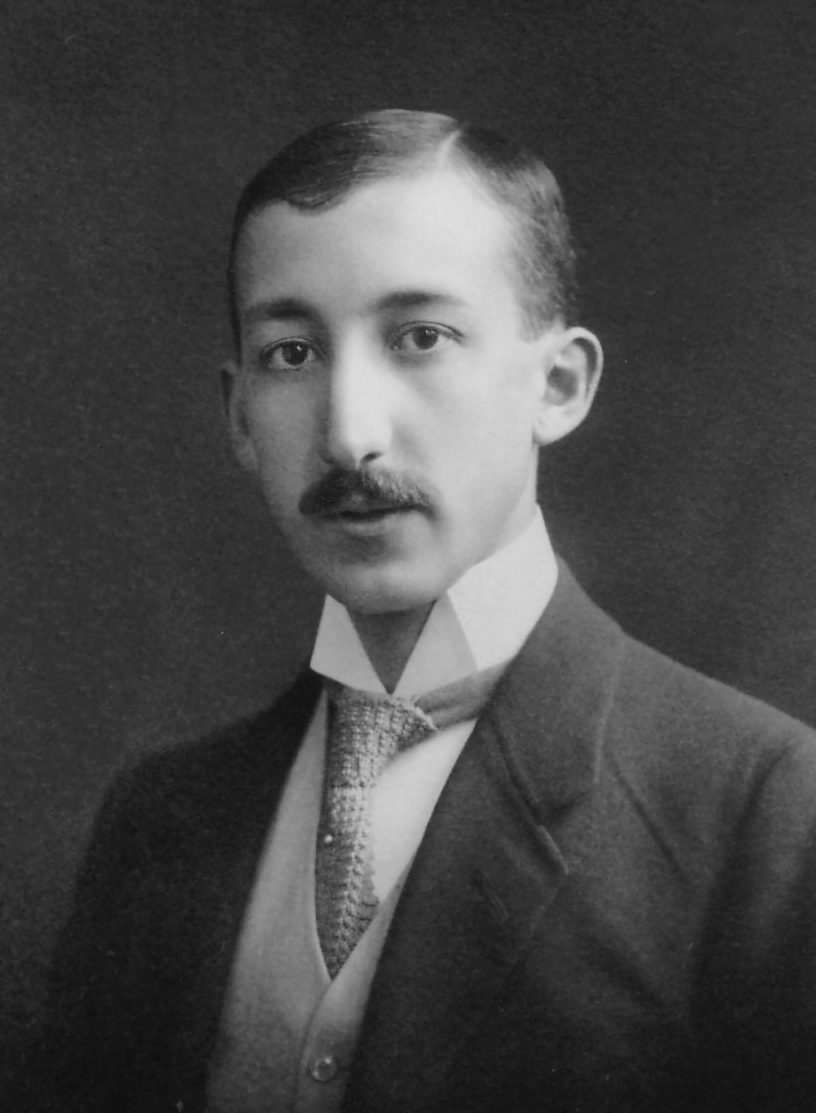
George de Hevesy
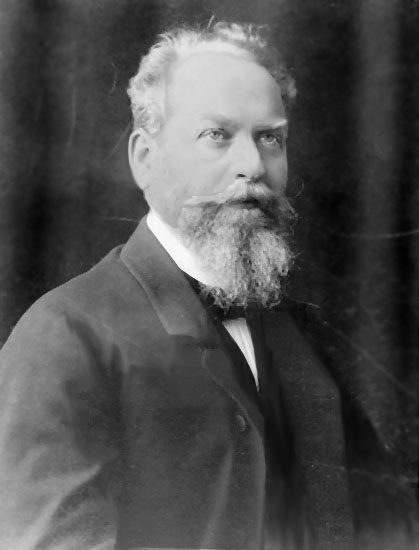
Edmund Husserl
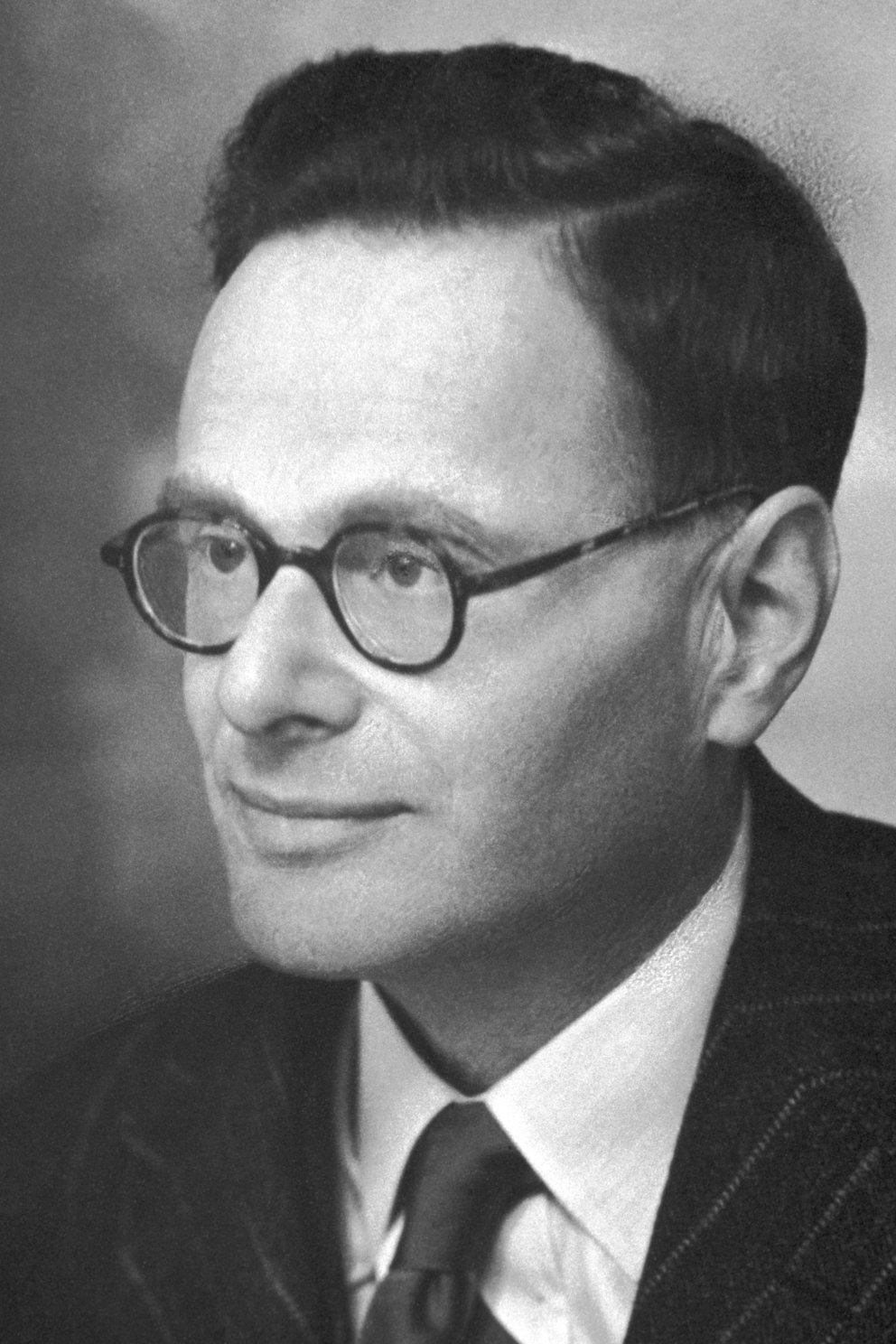
Hans Krebs
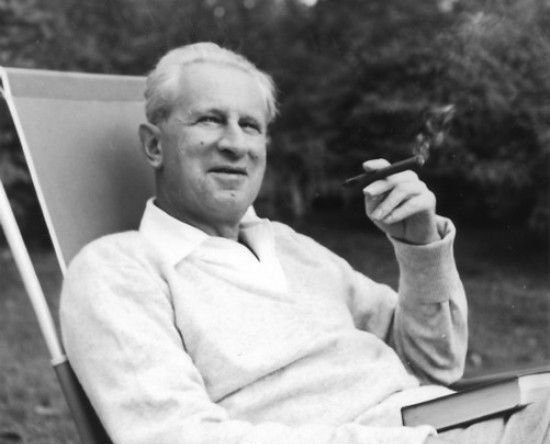
Herbert Marcuse
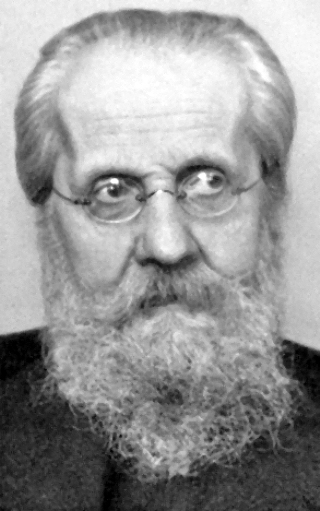
Heinrich Rickert
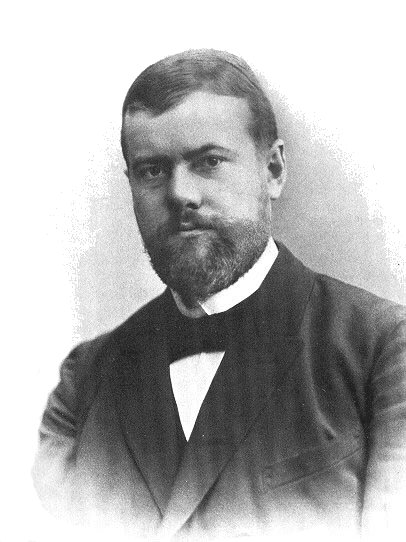
Max Weber
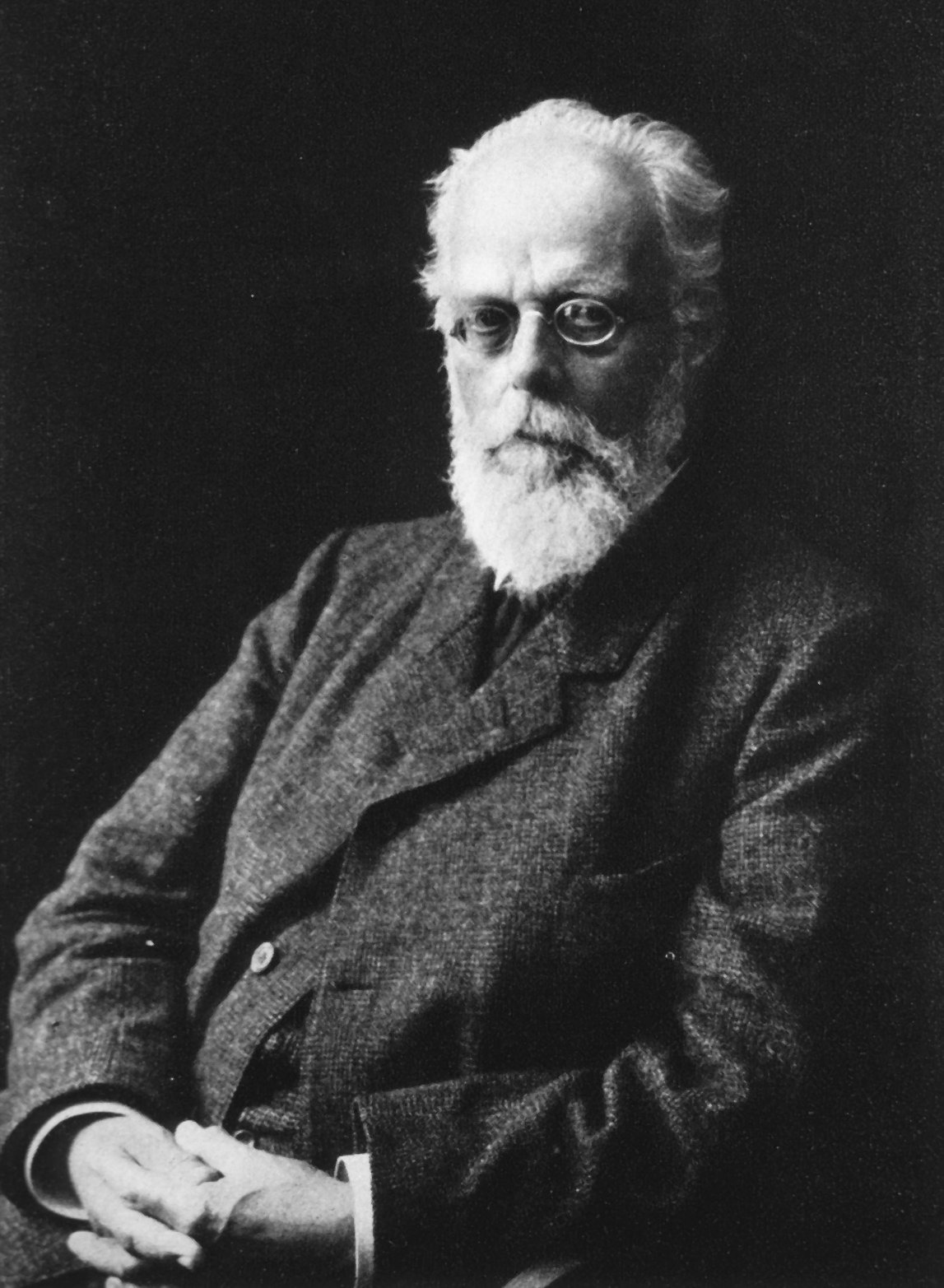
August Weismann
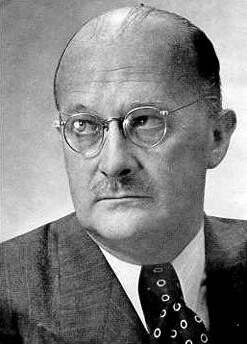
Adolf Otto Reinhold Windaus